# Raïon de Bachtanka
Le raïon de Bachtanka (en ukrainien : Баштанський район) est un raïon (district) dans l'oblast de Mykolaïv en Ukraine.

## Lieux d'intérêt

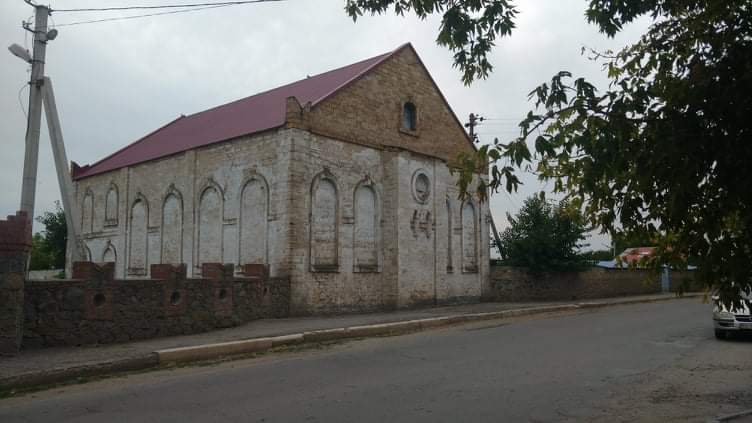
La synagogue de Bereznzhouvat, classé[1].
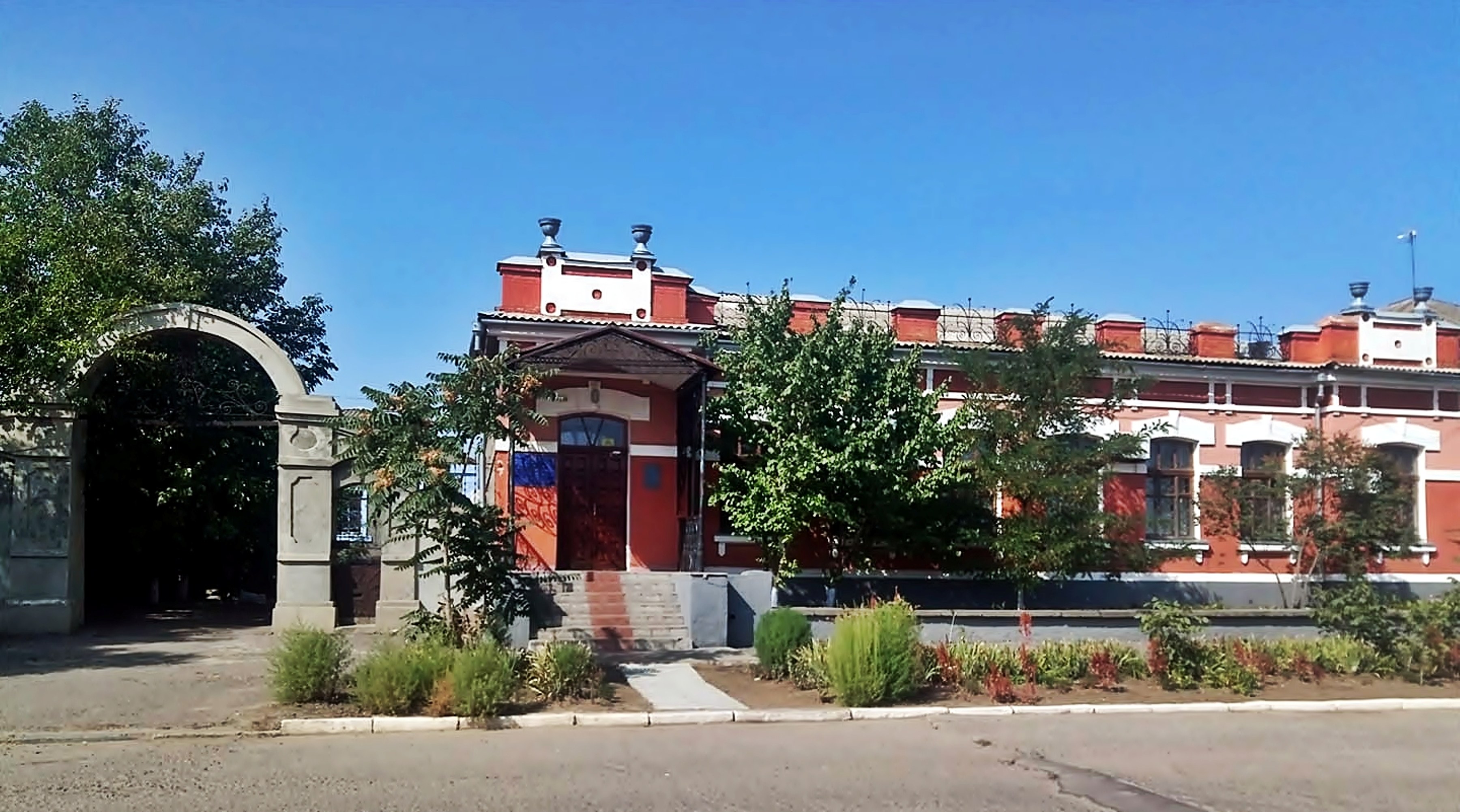
Bâtiment de Snyhourivka, classé[2].
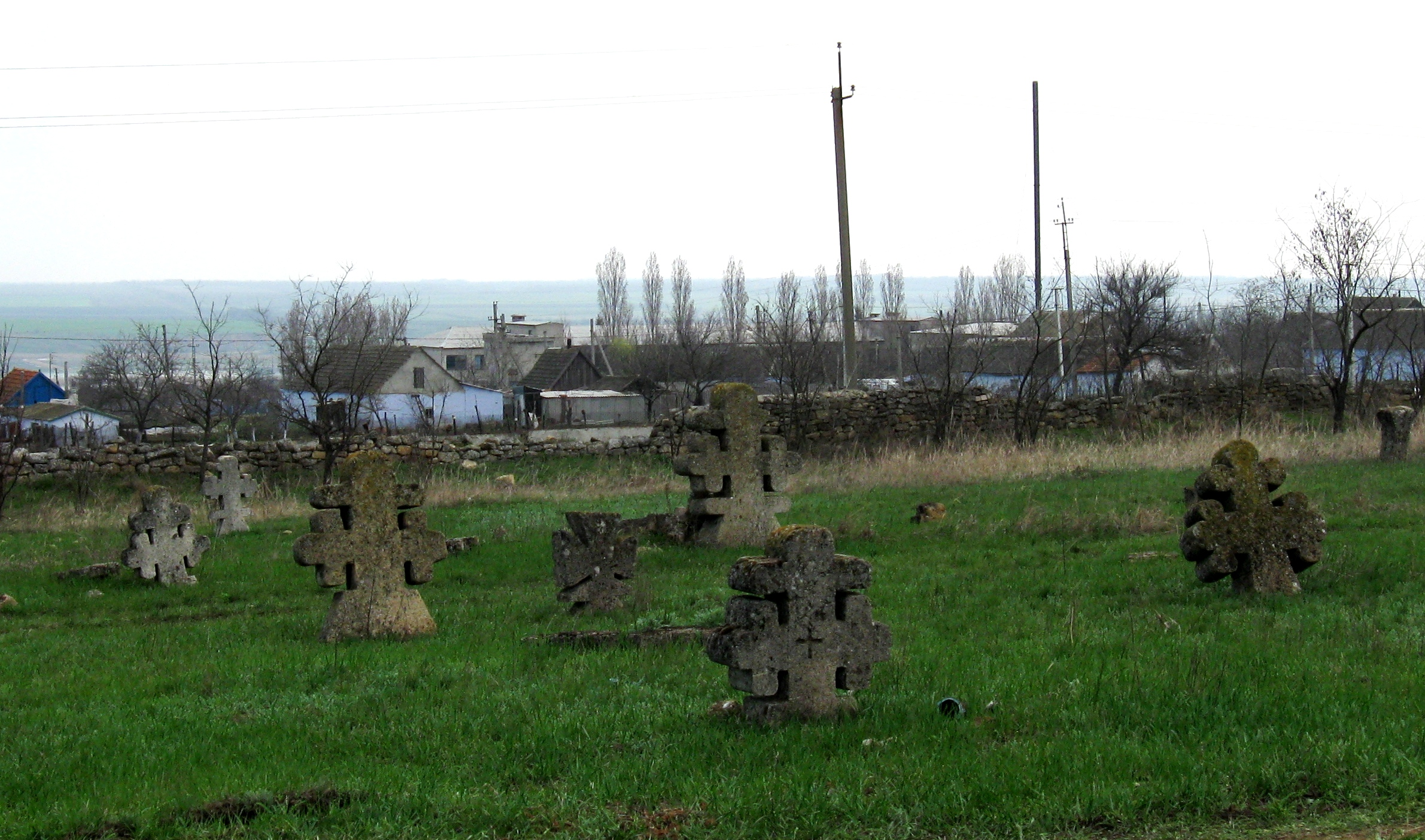
Inhoulka, cimetière cosaques.

Monastère Saint Michel de Pegaliïvski.